# Soiuz T-13
Soiuz T-13 va ser un vol espacial tripulat de la Unió Soviètica en 1985 a l'estació espacial Saliut 7 en òrbita terrestre. La vuitena expedició a l'estació, la missió va ser llançada des del Cosmòdrom de Baikonur, en un coet transportador Soiuz-U2, a les 06:39:52 UTC en 1985-06-06. Cal destacar, que va marcar la primera vegada que una nau espacial havia atracat en una estació espacial abandonada, i el primer cop que una estació torna a l'estat operatiu després de reparacions.
El 2017 a Rússia se'n va fer una pel·lícula d'aquesta expedició.

## Tripulació
| Posició         | Tripulació de llançament                | Tripulació d'aterratge                  |
| --------------- | --------------------------------------- | --------------------------------------- |
| Comandant       | Vladímir Djanibékov Cinquè vol espacial | Vladímir Djanibékov Cinquè vol espacial |
| Enginyer de vol | Víktor Savinikh Segon vol espacial      | Gueorgui Gretxko Tercer vol espacial    |

### Tripulació de reserva
| Posició         | Tripulació                      | Tripulació                      |
| --------------- | ------------------------------- | ------------------------------- |
| Comandant       | Leonid Popov                    | Leonid Popov                    |
| Enginyer de vol | Aleksandr Pàvlovitx Aleksàndrov | Aleksandr Pàvlovitx Aleksàndrov |